# Maurizio Fondriest
Maurizio Fondriest (Cles, provincia de Trento, 15 de enero de 1965) es un exciclista italiano, profesional desde 1987 hasta 1998, período durante el cual consiguió 70 victorias.
Era un rodador, especialista en carreras de un día. En su palmarés se cuenta un Campeonato del mundo y dos Copas del mundo.
Tras retirarse del ciclismo profesional, continuó ligado al mundo del ciclismo, como productor de bicicletas, bajo su apellido Fondriest, y comentador deportivo en la televisión italiana.

## Palmarés
| 1986 - Tour de Valonia - Giro del Belvedere 1987 - 1 etapa de la Volta a Cataluña 1988 - Campeonato del Mundo en Ruta - 1 etapa de la Tirreno-Adriático - 1 etapa de la Vuelta a Suiza - 3.º en el Campeonato de Italia en Ruta - G. P. Industria y Comercio de Prato 1989 - Coppa Sabatini - Giro de Toscana 1990 - Coppa Agostoni - Giro de Lazio 1991 - Copa del Mundo - 2 etapas de la Volta a Cataluña 1992 - 1 etapa en la Vuelta a Andalucía - 1 etapa de la Volta a Cataluña - 3.º en el Campeonato de Italia en Ruta - Trofeo Melinda | 1993 - Copa del Mundo - Milán-San Remo - Flecha Valona - Campeonato de Zúrich - Florencia-Pistoia - Midi Libre, más 3 etapas - Tirreno-Adriático, más 2 etapas - Giro del Trentino, más 3 etapas - Giro d'Emilia - Escalada a Montjuich, más 2 etapas - 2 etapas de la Volta a Cataluña - 1 etapa del Giro de Italia 1994 - Tour de Polonia, más 2 etapas - Coppa Sabatini - Giro de Lazio - Vuelta a Gran Bretaña 1995 - 1 etapa del Giro de Italia - 1 etapa de la Volta a Cataluña 1996 - 1 etapa del Tour de Polonia 1997 - 1 etapa de la Vuelta a Valencia |

## Resultados

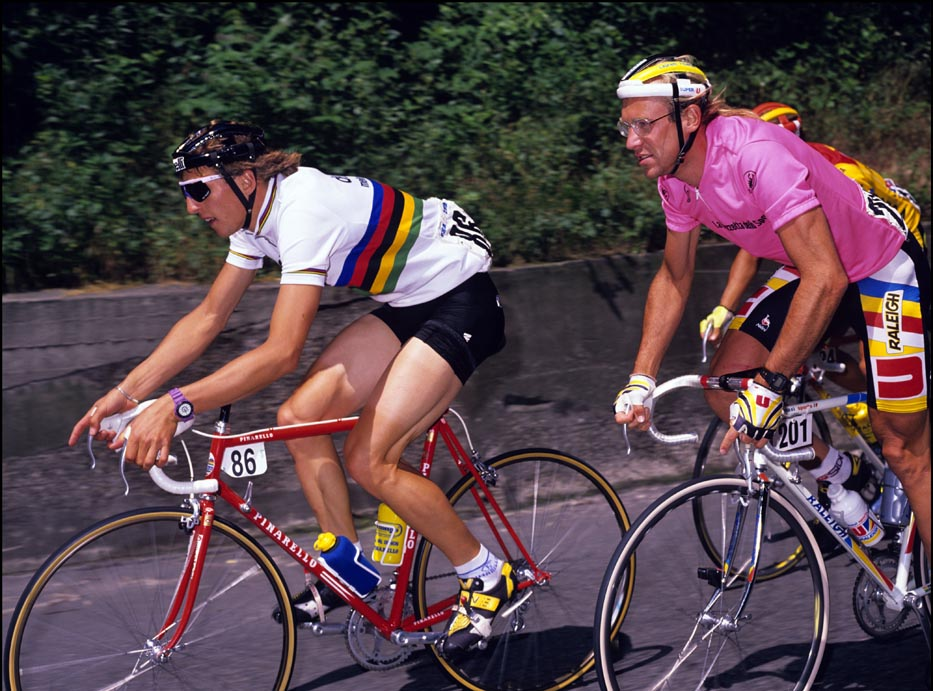
Mauricio Fondriest, con el maillot de campeón del mundo, junto a Laurent Fignon en el Giro de 1989.

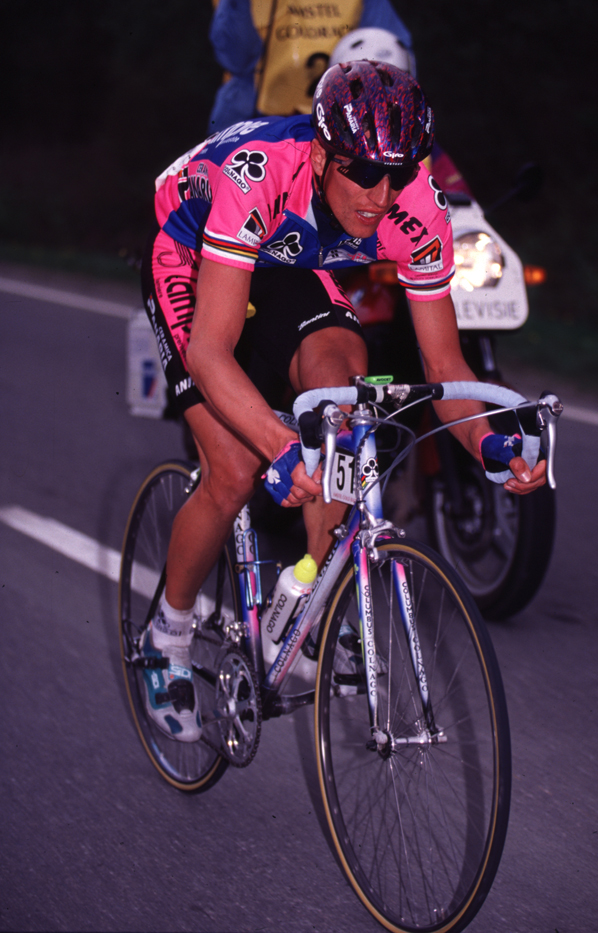

Durante su carrera deportiva consiguió los siguientes puestos en Grandes Vueltas y carreras de un día.

### Grandes Vueltas
| Carrera | Carrera         | 1985 | 1986 | 1987 | 1988 | 1989 | 1990 | 1991 | 1992 | 1993  | 1994 | 1995 | 1996 | 1997 | 1998 |
| ------- | --------------- | ---- | ---- | ---- | ---- | ---- | ---- | ---- | ---- | ----- | ---- | ---- | ---- | ---- | ---- |
|         | Giro de Italia  | —    | —    | Ab.  | —    | 28.º | —    | —    | —    | '8.º' | —    | Ab.  | —    | —    | —    |
|         | Tour de Francia | —    | —    | —    | —    | —    | —    | 15.º | 46.º | —     | —    | Ab.  | 51.º | —    | —    |
|         | Vuelta a España | —    | —    | —    | —    | —    | —    | —    | —    | —     | —    | —    | —    | 49.º | —    |

### Vueltas menores
| Carrera | Carrera              | 1985 | 1986 | 1987 | 1988 | 1989 | 1990 | 1991 | 1992 | 1993 | 1994 | 1995 | 1996 | 1997 | 1998 |
| ------- | -------------------- | ---- | ---- | ---- | ---- | ---- | ---- | ---- | ---- | ---- | ---- | ---- | ---- | ---- | ---- |
|         | Tirreno-Adriático    | —    | —    | —    | 6.º  | 10.º | 5.º  | 17.º | Ab.  | 1.º  | Ab.  | 2.º  | —    | Ab.  | Ab.  |
|         | Volta a Cataluña     | —    | —    | Ab.  | —    | —    | —    | 18.º | 46.º | 2.º  | —    | 24.º | 16.º | —    | —    |
|         | Vuelta al País Vasco | —    | —    | —    | —    | —    | —    | —    | —    | —    | —    | —    | 11.º | —    | —    |
|         | Vuelta a Suiza       | —    | —    | —    | 40.º | —    | —    | 14.º | 24.º | —    | —    | —    | —    | Ab.  | 52.º |
|         | Tour de Polonia      | —    | —    | —    | —    | —    | —    | 1.º  | —    | —    | —    | —    | 2.º  | —    | —    |

### Clásicas, Campeonatos y JJ. OO.
| Carrera                | Carrera                | 1985          | 1986          | 1987          | 1988 | 1989          | 1990          | 1991          | 1992 | 1993          | 1994          | 1995          | 1996 | 1997 | 1998 |
| ---------------------- | ---------------------- | ------------- | ------------- | ------------- | ---- | ------------- | ------------- | ------------- | ---- | ------------- | ------------- | ------------- | ---- | ---- | ---- |
| Kuurne-Bruselas-Kuurne | Kuurne-Bruselas-Kuurne | —             | —             | —             | —    | —             | —             | 45.º          | —    | —             | —             | —             | —    | —    | —    |
|                        | Milan San Remo         | —             | —             | 22.º          | 2.º  | 28.º          | 5.º           | 12.º          | 24.º | 1.º           | 30.º          | 2.º           | 17.º | —    | 29.º |
| A través de Flandes    | A través de Flandes    | —             | —             | —             | —    | —             | —             | 24.º          | 29.º | —             | —             | —             | —    | —    | —    |
| E3 Harelbeke           | E3 Harelbeke           | —             | —             | —             | —    | —             | 23.º          | —             | —    | —             | —             | 25.º          | —    | —    | —    |
| Gante-Wevelgem         | Gante-Wevelgem         | —             | —             | —             | —    | —             | 83.º          | 110.º         | 83.º | 37.º          | —             | 2.º           | —    | —    | —    |
|                        | Tour de Flandes        | —             | —             | —             | 76.º | —             | 5.º           | 15.º          | 4.º  | 8.º           | —             | 12.º          | 19.º | 60.º | —    |
|                        | París-Roubaix          | —             | —             | —             | 17.º | —             | 56.º          | —             | —    | —             | —             | —             | —    | —    | —    |
| Flecha Brabanzona      | Flecha Brabanzona      | —             | —             | —             | —    | —             | —             | 3.º           | —    | —             | —             | —             | —    | —    | —    |
| Amstel Gold Race       | Amstel Gold Race       | —             | —             | —             | —    | —             | —             | 2.º           | 41.º | 4.º           | —             | 27.º          | 14.º | 71.º | 67.º |
| Flecha Valona          | Flecha Valona          | —             | —             | —             | —    | —             | —             | 11.º          | 33.º | 1.º           | —             | 2.º           | 3.º  | 83.º | —    |
|                        | Lieja-Bastoña-Lieja    | —             | —             | —             | —    | —             | 41.º          | 20.º          | —    | 3.º           | —             | 11.º          | 15.º | 77.º | —    |
| Clásica San Sebastián  | Clásica San Sebastián  | —             | —             | —             | —    | —             | 18.º          | 3.º           | 8.º  | 8.º           | 81.º          | 40.º          | 19.º | 4.º  | 35.º |
| Wincanton Classic      | Wincanton Classic      | —             | —             | —             | —    | 2.º           | 39.º          | 5.º           | —    | 3.º           | 33.º          | 8.º           | 15.º | 11.º | —    |
| Campeonato de Zúrich   | Campeonato de Zúrich   | —             | —             | —             | —    | 10.º          | —             | 4.º           | 17.º | 1.º           | 3.º           | 9.º           | 9.º  | —    | 66.º |
| París-Tours            | París-Tours            | —             | —             | 3.º           | —    | 72.º          | 3.º           | 28.º          | 9.º  | 2.º           | 66.º          | 12.º          | 70.º | 53.º | —    |
|                        | Giro de Lombardía      | —             | —             | —             | 16.º | 19.º          | —             | 13.º          | 35.º | 11.º          | 5.º           | —             | —    | 35.º | —    |
| JJ. OO. (Ruta)         | JJ. OO. (Ruta)         | No se disputó | No se disputó | No se disputó | —    | No se disputó | No se disputó | No se disputó | —    | No se disputó | No se disputó | No se disputó | 37.º | ND   | ND   |
| JJ. OO. (CRI)          | JJ. OO. (CRI)          | No se disputó | No se disputó | No se disputó | —    | No se disputó | No se disputó | No se disputó | —    | No se disputó | No se disputó | No se disputó | 4.   | ND   | ND   |
| Mundial en Ruta        | Mundial en Ruta        | —             | —             | 41.º          | 1.º  | 22.º          | 9.º           | 11.º          | Ab.  | 5.º           | 23.º          | —             | —    | 57.º | —    |
| CRI en Ruta            | CRI en Ruta            | —             | —             | —             | —    | —             | —             | —             | —    | —             | —             | 9.º           | —    | —    | —    |
| Italia en Ruta         | Italia en Ruta         | —             | —             | —             | 3.º  | —             | —             | —             | 3.º  | —             | —             | —             | —    | —    | —    |

 —: No participa

Ab.: Abandona

X: Ediciones no celebradas

## Premios y reconocimientos
- 2.º puesto en la Bicicleta de Oro (1993).